# Calliobdella striata
Calliobdella striata är en ringmaskart som beskrevs av van Beneden och Hesse 1863. Calliobdella striata ingår i släktet Calliobdella, och familjen fiskiglar. Arten har ej påträffats i Sverige.